# Albánia a 2020. évi nyári olimpiai játékokon
Albánia a japán Tokióban megrendezett 2020. évi nyári olimpiai játékok egyik részt vevő nemzete. Az országot 6 sportágban 9 sportoló képviselte, akik érmet nem szereztek.

## Atlétika

### Férfi
| Versenyző     | Versenyszám | Selejtező | Selejtező | Döntő    | Döntő   |
| Versenyző     | Versenyszám | Eredmény  | Hely      | Eredmény | Hely    |
| ------------- | ----------- | --------- | --------- | -------- | ------- |
| Izmir Smajlaj | Távolugrás  | 786 cm    | 17.       | kiesett  | kiesett |

### Női
| Versenyző  | Versenyszám    | Előfutam | Előfutam | Döntő   | Döntő |
| Versenyző  | Versenyszám    | Idő      | Hely     | Idő     | Hely  |
| ---------- | -------------- | -------- | -------- | ------- | ----- |
| Luiza Gega | 3000 m akadály | 9:23,85  | 5.       | 9:34,10 | 13.   |

## Cselgáncs
| Versenyző      | Versenyszám      | 32-es tábla                      | Nyolcaddöntő | Negyeddöntő | Elődöntő | Vigaszág | Döntő/BM |
| -------------- | ---------------- | -------------------------------- | ------------ | ----------- | -------- | -------- | -------- |
| Indrit Cullhaj | Férfi harmatsúly | Ian Sancho Chinchilla (CRC) 0-11 | kiesett      | kiesett     | kiesett  | kiesett  | kiesett  |

## Sportlövészet
| Versenyző       | Versenyszám       | Selejtező | Selejtező | Döntő   | Döntő   |
| Versenyző       | Versenyszám       | Pont      | Hely      | Pont    | Hely    |
| --------------- | ----------------- | --------- | --------- | ------- | ------- |
| Manuela Delilaj | Női légpisztoly   | 565       | 37.       | kiesett | kiesett |
| Manuela Delilaj | Női sportpisztoly | 556       | 44.       | kiesett | kiesett |

## Súlyemelés
| Versenyző      | Versenyszám | Szakítás | Szakítás | Lökés    | Lökés | Összesen | Hely |
| Versenyző      | Versenyszám | Eredmény | Hely     | Eredmény | Hely  | Összesen | Hely |
| -------------- | ----------- | -------- | -------- | -------- | ----- | -------- | ---- |
| Briken Calja   | Férfi 73 kg | 151 kg   | 7.       | 190 kg   | 4.    | 341 kg   | 4.   |
| Erkand Qerimaj | Férfi 81 kg | 157 kg   | 11.      | 181 kg   | 9.    | 338 kg   | 9.   |

## Torna
| Versenyző     | Versenyszám    | Selejtező | Selejtező | Döntő   | Döntő   |
| Versenyző     | Versenyszám    | Pont      | Hely      | Pont    | Hely    |
| ------------- | -------------- | --------- | --------- | ------- | ------- |
| Matvei Petrov | Férfi lólengés | 14,733    | 10.       | kiesett | kiesett |

## Úszás

### Férfi
| Versenyző   | Versenyszám | Előfutam | Előfutam | Előfutam | Elődöntő | Elődöntő | Elődöntő | Döntő   | Döntő   |
| Versenyző   | Versenyszám | Idő      | Hely     | Össz.    | Idő      | Hely     | Össz.    | Idő     | Hely    |
| ----------- | ----------- | -------- | -------- | -------- | -------- | -------- | -------- | ------- | ------- |
| Kledi Kadiu | 100 m gyors | 51,65    | 5.       | 52.      | kiesett  | kiesett  | kiesett  | kiesett | kiesett |

### Női
| Versenyző     | Versenyszám | Előfutam | Előfutam | Előfutam | Elődöntő | Elődöntő | Elődöntő | Döntő   | Döntő   |
| Versenyző     | Versenyszám | Idő      | Hely     | Össz.    | Idő      | Hely     | Össz.    | Idő     | Hely    |
| ------------- | ----------- | -------- | -------- | -------- | -------- | -------- | -------- | ------- | ------- |
| Nikol Merizaj | 50 m gyors  | 26,21    | 3.       | 42.      | kiesett  | kiesett  | kiesett  | kiesett | kiesett |